# Aelia de Statilio
Aelia de Statilio va ser una antiga llei romana establerta en una data incerta a proposta del tribú de la plebs Gai Eli. Anava contra l'actuació de Estenni Estatili Lucà que havia actuat molt desfavorablement a la ciutat de Turis, ciutat que en agraïment va concedir al tribú una corona d'or i una estàtua, que va ser erigida a Roma.